# Section du Pacific Northwest Trail dans le parc national de Glacier
La section du Pacific Northwest Trail située dans le parc national de Glacier est un sentier de randonnée dans le Montana, aux États-Unis. Extrémité orientale du sentier de longue randonnée dit Pacific Northwest Trail, elle traverse le parc national appelé parc national de Glacier en environ 103,8 kilomètres. Gérée par le National Park Service, elle est classée National Recreation Trail depuis 2005.